# おおさきエフエム放送
特定非営利活動法人おおさきエフエム放送（おおさきエフエムほうそう）は、宮城県大崎市、遠田郡涌谷町、美里町の各一部地域を放送対象地域として超短波放送（FM放送）をする特定地上基幹放送事業者である。
OCR FM835の愛称でコミュニティ放送をしている。旧愛称はBikki-FM（びっきエフエム）。

## 概要
2013年（平成25年）開局。
宮城県初の特定非営利活動法人によるコミュニティ放送局である。
愛称の「OCR」は「大崎コミュニティラジオ」の略である。
旧愛称の「びっき」は仙台弁でカエルのことで「地域に帰る」、「地域を変える」などの意味がこめられている。
当初、本社・演奏所（スタジオ）は大崎市古川七日町の第一佐々木屋ビルにあったが、2019年（令和元年）に大崎市三本木の大崎市三本木庁舎に移転した。
送信所は大崎市田尻の加護坊山にあり、特定地上基幹放送局の呼出符号はJOZZ2BF-FM、呼出名称はおおさきエフエムほうそう、周波数83.5MHz、空中線電力20Wで放送区域は大崎市、涌谷町、美里町の各一部地域。
- 放送エリアは、大崎市、美里町、涌谷町の一部[2]と称している。

インターネット配信はFM++による。
自社制作番組以外は、ミュージックバードを放送していた。 
大崎市と周辺の三町とは、災害時における放送要請に関する協定を締結
している。

## 沿革
- 2010年（平成22年）
  - 7月 - 有志により「おおさきＦＭ放送局設立発起人会」を設立、ミニFM「飛夢」を運用
- 2011年（平成23年）
  - 3月15日 - 東北地方太平洋沖地震に際し、大崎市が臨時災害放送局（呼出符号JOYZ2P-FM、呼出名称おおさきさいがいエフエム、周波数79.4MHz、空中線電力50W）の免許を取得[10]
    - 既存のコミュニティ放送局の増力ではなく、発起人会が大崎市に呼びかけて開設

  - 5月14日 - おおさきさいがいエフエム廃局[10]
- 2012年（平成24年）
  - 2月6日 - 特定非営利活動法人おおさきエフエム放送設立の認証[11]
  - 2月9日 - 特定非営利活動法人おおさきエフエム放送設立の登記[2]
- 2013年（平成25年）
  - 4月24日 - 特定地上基幹放送局の予備免許取得[12]
  - 6月7日 - 特定地上基幹放送局の免許取得[1][13]
  - 6月15日 - Bikki-FMの愛称で正午に開局[2][13]
  - 7月17日 - 大崎市と「災害時における放送要請に関する協定」を締結[6]
  - 7月25日 - 加美町と「災害時における放送要請に関する協定」を締結[7]
  - 8月27日 - 湧谷町と「災害時における放送要請に関する協定」を締結[8]
- 2017年（平成29年）
  - 5月1日 - FM++によるインターネット配信開始[14]
- 2018年（平成30年）
  - 1月29日 - 色麻町と「災害時における放送要請に関する協定書」を締結[9]
- 2019年（令和元年）
  - 6月14日 - 古川七日町からの放送は午後5時終了[15]
  - 6月15日 - スタジオを三本木に移転し放送開始[15]
  - 11月18日 - 本社を三本木に移転[16]
- 2021年（令和3年）
  - 4月1日 - 愛称をOCR FM835に変更[3]
- 2024年（令和6年）
  - 3月29日 - 移転とメンテナンスを理由に17時から放送を休止
  - 6月7日 - 本社・スタジオを古川十日町に移転[16]
  - 7月29日 - 13時に放送再開

## 主な番組
自社制作番組
- 朝のいのちゃんセレクション（月 - 金 7:30 - 9:00）
- いのちゃんのお便りだけが頼りです（月 - 土 8:45 - 9:00）
- OCR835イベントinformation（毎日 9:00 - 9:15）
- いのちゃんのミスターマンデー（月 13:00 - 14:00、木 19:00 - 20:00再放送）
- Reスタート　はい、失礼しますよ。筒井です。（第1・3週水曜 20:00 - 20:30、土曜 20:00 - 20:30再放送）
- ジャカマイカルと天照ミツが行く！心の道標（第4・5週水曜 20:00 - 20:30）
- キヨのおらおらおらおら（木 17:00 - 17:30、土曜 19:00 - 19:30再放送）
- のの香のゴキゲンわんわんランド（金 13:00 - 14:00、日 21:00 - 22:00再放送）
- 団十郎のナマッテござりす（金 18:00 - 18:30、火 18:00 - 18:30再放送）
- バクコメのEternal★Blade（金 18:30 - 19:00、火 18:30 - 19:00再放送）
- エンクミのフィッシングLife（金 19:00 - 19:30、土曜 19:30 - 20:00）
- 音の図書室（土 21:00 - 21:15、月 22:00 - 22:15再放送）
- いのちゃんのオールドリバー（土　22:00 - 23:00、月 21:00 - 22:00・水 22:00 - 23:00再放送）

他局番組
- Tokyo Musicum Station（毎日　23:00 - 24:00）
- ワクワクサワー（火 11:00 - 12:00、金 11:00 - 12:00再放送）